# 吴宗锡
吴宗锡（1925年—2023年2月11日），笔名左弦、程芷，江苏苏州人，中国评弹理论家、作家，上海市文联原副主席，上海人民评弹团原团长，中国曲艺家协会原副主席，上海市第九届人大代表。